# Холгер Бадштубер
Холгер Бадштубер (рођен 13. марта 1989) је немачки фудбалер који тренутно игра за Штутгарт и за репрезентацију Немачке. Главна позиција у екипи му је на месту штопера,а може да игра и левог бека. Професионални деби у Бундеслиги имао је у сезони 2009/10, са само 19 година, и већ у тој сезони је играо на скоро сваком мечу и помогао је свом тиму да освоји трофеје у првенству и у купу и да дође до финала Лиге шампиона, чиме је зарадио и позив у селекцију која је представљала Немачку на Светском првенству 2010. Бивши тренер Бајерна Луј ван Гал за њега је рекао да је најбољи левоноги дефанзивни играч у Немачкој.